# Melanguina kisima
Melanguina kisima är en insektsart som beskrevs av Young 1986. Melanguina kisima ingår i släktet Melanguina och familjen dvärgstritar. Inga underarter finns listade i Catalogue of Life.